# ジブラルタル・ポンド
ジブラルタル・ポンド (Gibraltar pound) は、イギリスの海外領土であるジブラルタルで発行されている通貨。イギリス本国のスターリング・ポンドと等価であり、ジブラルタルでは等価交換が可能である。硬貨の鋳造や紙幣の発行はジブラルタル政府が行っている。

## 歴史

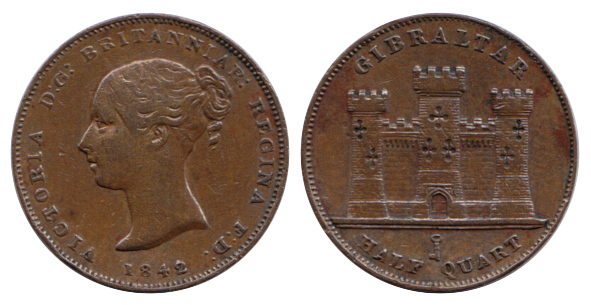
1/2 Quato 銅貨、1842 年、ビクトリア女王。

1704年のジブラルタル占領以後もスペインの貨幣が通用していたが、交換比率がスペインと異なったり、イギリス本国から輸入された貨幣が通用したりと混乱した状況であった。1872年にスペイン貨幣が単独の法定通貨となったが、1889年に米西戦争のためスペイン・ペセタが暴落したため、イギリス本国のスターリング・ポンドに切り替えられた。このときもポンドが単独の法定通貨となったが、スペイン内戦まではスペイン貨幣も引き続き通用していた。1971年、本国に合わせて10進化（1ポンド=100ペンス）が実施された。1927年からジブラルタル独自の紙幣が発行され、1988年からは硬貨も鋳造されている。

## イギリス本国での地位
ジブラルタルのポンド紙幣はイギリス本国では法的な強制通用力を持たない。理論上は等価交換が可能であるが、イギリス本国の銀行では交換を行わないか、外貨両替の取り扱いとなる。硬貨はデザインが異なるものの、重量、サイズ、材質など全て本国と同一であり、イギリス本国でもまれに流通していることがある。

## 紙幣
1914年、第一次世界大戦のため、ジブラルタルは金の流出を防ぐために戦時布告による臨時紙幣を発行した。1927年正式に10シリング、1、5ポンド紙幣が発行され、1975年に10、20ポンド、1986年に50ポンド紙幣が発行された。このうち10シリング紙幣（1971年）と1ポンド紙幣（1988年）は廃止され硬貨に置き換えられている。1995年紙幣のデザインが一新され、pounds sterlingの表記は単なるpoundsとなった。2010年から2011年にかけて再びデザインが改められ、現在は5、10、20、50、100ポンドの5種が発行されている。

## 硬貨
1988年より1、2、5、10、20、50ペンスおよび1ポンド硬貨が、1999年には2ポンド硬貨が、2010年には5ポンド硬貨が導入された。これらは大きさや組成が本国スターリングポンドと同じであるが、デザインが異なりまたジブラルタルと記載されている。2ポンド硬貨は毎年ヘラクレスの12の功業に因んだ異なるデザインで鋳造されている。2004年に英領300年を記念した硬貨が鋳造された。